# فاليري ماسترز
فاليري ماسترز (بالإنجليزية: Valerie Masters)‏ هي مغنية بريطانية، ولدت في 24 أبريل 1940 في ستيبني في المملكة المتحدة.

## روابط خارجية
- فاليري ماسترز على موقع IMDb (الإنجليزية)
- فاليري ماسترز على موقع قاعدة بيانات الفيلم (الإنجليزية)